# Drávakeresztúr
Drávakeresztúr (horvátul: Križevci, Križevce) község Baranya vármegyében, a Sellyei járásban.

## Fekvése
Szigetvártól délre helyezkedik el, a Dráva folyó közelében. A környező települések: észak felől Markóc, északkelet felől Drávaiványi, kelet felől Drávasztára, délkelet felől Révfalu, nyugat felől pedig Felsőszentmárton.

### Megközelítése
Közúton csak Markócon keresztül érhető el, az 5829-es úton, amelyre Drávafok központjában lehet letérni a Harkány-Sellye-Darány közt húzódó 5804-es útról. Ugyanez az út köti össze nyugati szomszédjával, Felsőszentmártonnal is.
A település külterületén halad el az EuroVelo nemzetközi kerékpárút-hálózat 13. számú, „Vasfüggöny” útvonalának horvát-magyar határ menti szakasza, amelynek a Drávatamási és Drávasztára közti 3. számú szakasza érinti a falut.

## Közélete

### Polgármesterei
- 1990–1994: Pintér Jánosné (független)[5]
- 1994–1998: Pintér Jánosné (független horvát kisebbségi)[6]
- 1998–2001: Tóth Attila (FKgP)[7]
- 2001–2002: Brezovics Jenő (független)[8][9]
- 2002–2006: Brezovics Jenő Pál (független horvát kisebbségi)[10]
- 2006–2010: Brezovics Jenő Pál (független)[11]
- 2010–2014: Brezovics Jenő Pál (független)[12]
- 2014–2015: Barics Ferenc Péter (független)[13]
- 2016–2019: Cserdi Zsolt (független)[14]
- 2019–2024: Cserdi Zsolt (független)[15]
- 2024– : Cserdi Zsolt (független)[1]

A településen 2001. július 22-én időközi polgármester-választást tartottak, az előző polgármester lemondása miatt.
2016. február 21-én ismét időközi polgármester-választást (és képviselő-testületi választást) kellett tartani a községben, az előző képviselő-testület önfeloszlatása okán. A hivatalban lévő polgármester nem indult el a választáson.

## Népesség
A település népességének változása:
| Lakosok száma | 99   | 105  | 117  | 121  | 105  | 102  | 112  | 115  |
|               | 2013 | 2014 | 2015 | 2019 | 2021 | 2022 | 2023 | 2024 |

A 2011-es népszámlálás során a lakosok 96,1%-a magyarnak, 16,7% cigánynak, 40,2% horvátnak, 1% románnak mondta magát (2,9% nem nyilatkozott; a kettős identitások miatt a végösszeg nagyobb lehet 100%-nál). A vallási megoszlás a következő volt: római katolikus 81,4%, református 1%, felekezeten kívüli 10,8% (6,9% nem nyilatkozott).
2022-ben a lakosság 74,5%-a vallotta magát magyarnak, 26,5% horvátnak, 15,7% cigánynak, 4,9% németnek, 2% ukránnak, 2% ruszinnak, 1% örménynek, 1% románnak, 5,9% egyéb, nem hazai nemzetiségűnek (22,5% nem nyilatkozott; a kettős identitások miatt a végösszeg nagyobb lehet 100%-nál). Vallásuk szerint 41,2% volt római katolikus, 1% egyéb keresztény, 1% felekezeten kívüli (54,9% nem válaszolt).

## Története

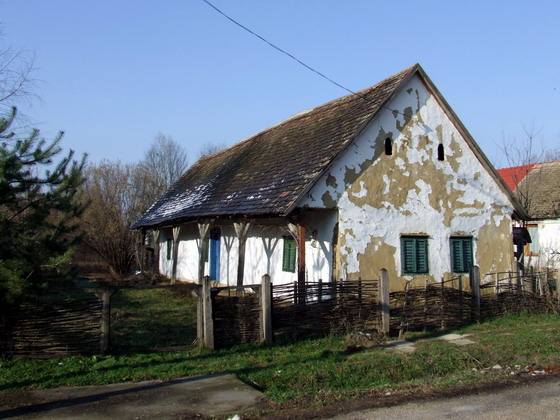
Régi parasztház Drávakeresztúron

Az 1950-es megyerendezés során a Szigetvári járásban lévő település Somogy vármegyéből átkerült Baranya megyébe; néhány hónappal később, a járásrendezéskor az újonnan létrejött Sellyei járásba. 1963-ban a megszüntetett Sellyei járásból a Siklósi járásba.
1978-ban magába olvasztotta Révfalu (horvátul Drvljance) községet.
2001-ben lakosságának 68,9%-a horvát volt.